# George M. Seignious

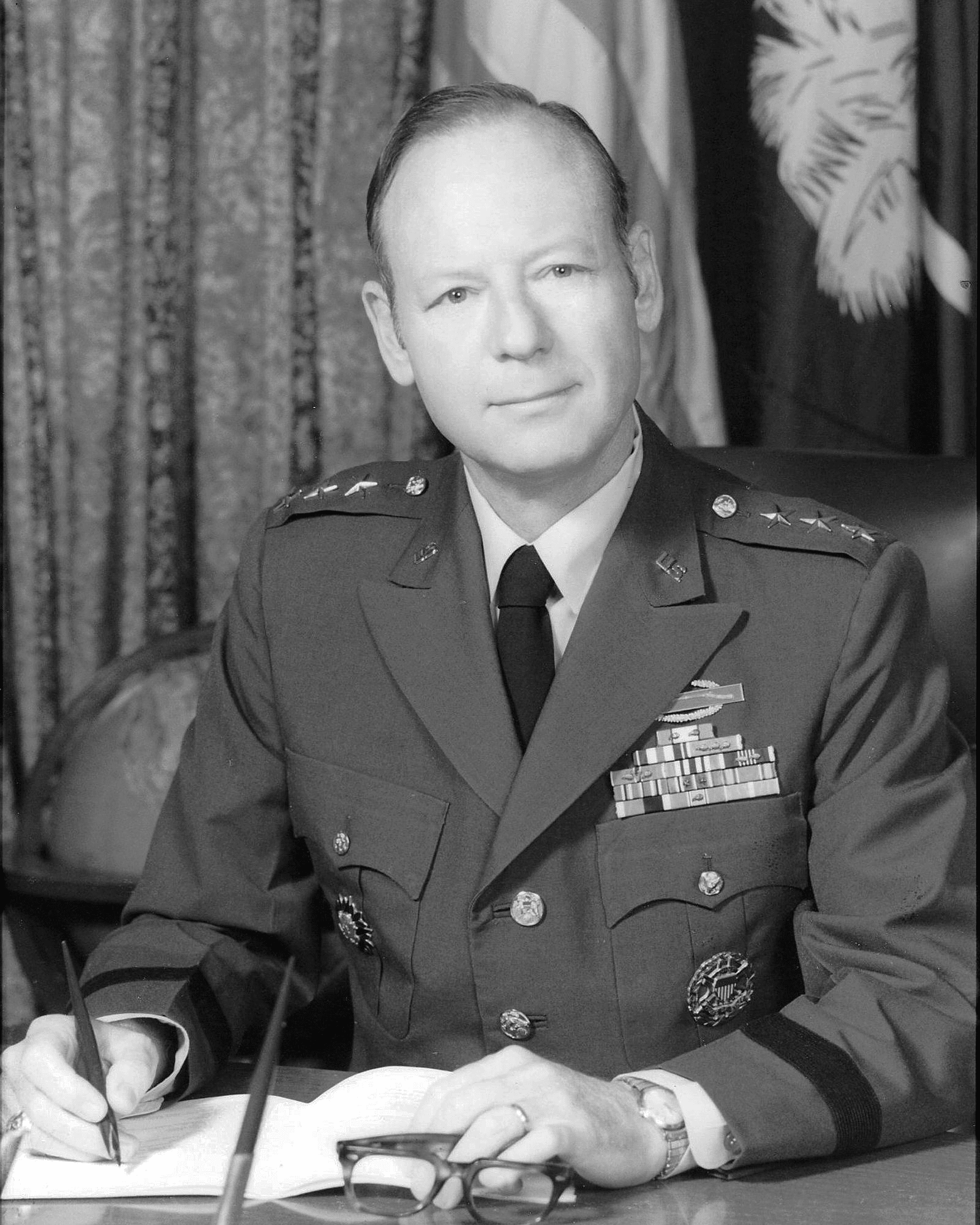
George Marion Seignious

George Marion Seignious (* 21. Juni 1921 in Orangeburg, Orangeburg County, South Carolina; † 3. Juli 2005 in Charleston, Charleston County, South Carolina) war ein Generalleutnant der United States Army. Er war unter anderem Kommandeur der 3. Infanteriedivision.
George Seignious war ein Sohn von Francis Pelmoin Seignious (1893–1952) und dessen Frau Mollie Robottom (1891–1994). Er besuchte die öffentlichen Schulen seiner Heimat. Über das ROTC-Programm des Militärcolleges The Citadel gelangte er im Jahr 1942 als Leutnant in das Offizierskorps des US-Heeres. In der Armee durchlief er anschließend alle Offiziersränge vom Leutnant bis zum Drei-Sterne-General.
Im Lauf seiner militärischen Karriere absolvierte George Seignious verschiedene Kurse und Schulungen. Dazu gehörten unter anderem das Joint Services Staff College in England, die United States Army Armor School und das National War College.
Während des Zweiten Weltkriegs war er Zugführer in einer der 10. Panzerdivision unterstehenden Einheit, mit der er auf dem europäischen Kriegsschauplatz eingesetzt war. Seine Division landete im September 1944 in Frankreich und drang über Nordfrankreich nach Deutschland vor. Ende April 1945 erreichte sie Bayern.
Nach dem Krieg setzte er seine Offizierslaufbahn fort. Er absolvierte den für Offiziere in den jeweiligen Rangstufen üblichen Dienst in verschiedenen Einheiten und Standorten. Dazu gehörten auch Aufgaben als Stabsoffizier in verschiedenen Hauptquartieren darunter auch im Pentagon. Damals war er unter anderem in Brasilien als Ausbildungsoffizier beim dortigen Militär tätig. Eine andere Mission führte ihn nach Panama zum Stab des dortigen Caribbean Commands.
Mitte der 1950er Jahre gehörte er einem Militärberatergremium für das spanische Militär an. In den Jahren 1957 bis 1960 war er Stabsoffizier bei Wilber M. Brucker, der damals das Amt des Heeresministers der Vereinigten Staaten bekleidete. Anfang der 1960er Jahre wurde Seignious nach Deutschland versetzt, wo er das Kommando über das 11th Armored Cavalry Regiment übernahm. Auch seine beiden nächsten Aufgaben lagen in Deutschland: Zunächst wurde er zum Stab von USAREUR in Heidelberg versetzt, danach war er Stabschef der 3. Infanteriedivision.
Im Jahr 1964 erreichte George Seignious mit seiner Beförderung zum Brigadegeneral die Generalsränge. Nach seiner Rückkehr in die Vereinigten Staaten wurde er mit Generalstabsaufgaben betraut. Er gehörte unter anderem zum Beraterteam von Außenminister Dean Rusk. Danach gehörte er der Stabsabteilung J5 (Planungen) beim Joint Chiefs of Staff an. Im Jahr 1968 war er einer der amerikanischen Militärberater bei den Pariser Friedensgesprächen zur Beendigung des Vietnamkriegs, die allerdings erst 1973 erfolgreich abgeschlossen wurden.
Zwischen März 1969 und Februar 1970 kommandierte George Seignious, inzwischen als Generalmajor die in Deutschland stationierte 3. Infanteriedivision. Danach wurde er Kommandant des Amerikanischen Sektors von Berlin. In dieser Eigenschaft gehörte er auch zu den Beratern von Kenneth Rush bei den Verhandlungen zum Viermächteabkommen über Berlin.
Anschließend wurde Seignious Abteilungsleiter im Verteidigungsministerium der Vereinigten Staaten, wobei er vor allem mit Fragen der nationalen und internationalen Sicherheit befasst war. Im Juli 1972 erfolgte seine Beförderung zum Generalleutnant. Bereits seit dem 1. Juni 1972 bekleidete er das Amt des Director of the Joint Staff das er bis zum 31. Mai 1974 innehatte. Im Juli 1974 schied er aus dem aktiven Militärdienst aus.
Nach seiner Pensionierung übernahm Seignious die Leitung des Militärcolleges The Citadel, an dem er selbst einst studiert hatte. Dieses Amt hatte er bis zum Jahr 1979 inne. Dann wurde er von Präsident Jimmy Carter zum Leiter der Arms Control and Disarmament Agency ernannt, die unter anderem Abrüstungsvereinbarungen kontrollieren sollte. Im Jahr 1981 ernannte ihn der neue Präsident Ronald Reagan zum Botschafter für Abrüstungsverhandlungen. Im Jahr 1984 schied Seignious auch als Zivilist aus dem öffentlichen Dienst der Bundesregierung aus.
Danach war er Präsident der Denkfabrik Atlantic Council und Vorstandsmitglied einer Telekommunikationsfirma. Außerdem war er als Handelsvertreter des Staates South Carolina tätig. George Seignious verbrachte seinen Lebensabend in Charleston, wo er am 3. Juni 2005 verstarb. Er wurde auf dem Beaufort National Cemetery in Beaufort in South Caroilina beigesetzt.

## Orden und Auszeichnungen
George SeigniousX erhielt im Lauf seiner militärischen Laufbahn unter anderem folgende Auszeichnungen:
- Army Distinguished Service Medal
- Silver Star
- Legion of Merit
- Bronze Star Medal
- Joint Service Commendation Medal
- Army Commendation Medal
- American Campaign Medal
- European-African-Middle Eastern Campaign Medal
- World War II Victory Medal
- Army of Occupation Medal
- National Defense Service Medal
- Armed Forces Expeditionary Medal